# Mesrob II Mutafian
Mesrob II Mutafian (ur. 16 czerwca 1957 w Stambule, zm. 8 marca 2019 tamże) – duchowny Apostolskiego Kościoła Ormiańskiego, patriarcha Konstantynopola w latach 1998–2019.
Sakrę otrzymał we wrześniu 1986 roku z rąk Wasgena I. W 1992 roku ogłoszony został arcybiskupem. 16 marca 1998 roku mianowany został patriarchą Konstantynopola. Ingres miał miejsce 14 października tego samego roku. Zmarł w Stambule 8 marca 2019 roku.